# Csongrád-Csanád
Csongrád-Csanád (före 4 juni 2020: Csongrád) är en provins i södra Ungern vid gränsen till Serbien och Rumänien.

## Städer i Csongrád-Csanád
- Szeged (170 052 invånare) (2011)
- Hódmezővásárhely (46 522) (2011)
- Szentes (28 780) (2010)
- Makó (23 727) (2011)
- Csongrád (17 478) (2010)
- Sándorfalva (8 030) (2010)
- Kistelek (7 020) (2012)
- Mindszent (6 826) (2010)
- Mórahalom (5 643) (2010)
- Csanádpalota (3 012) (2010)